# Oliarus nigro-alutacea
Oliarus nigro-alutacea är en insektsart som beskrevs av Fowler 1904. Oliarus nigro-alutacea ingår i släktet Oliarus och familjen kilstritar. Inga underarter finns listade i Catalogue of Life.